# Nel (Vorname)
Nel ist ein Vorname.

## Herkunft
Der Name ist eine Kurzform von Cornelius. Er kommt auch vom gälischen Niall oder englischen Neil oder Neal.

## Bekannte Namensträger
- Nel Büch (1931–2013), niederländische Sprinterin, Weitspringerin und Hürdenläuferin
- Nel Grönland  (1859–1918), deutscher Maler
- Nel Noddings (1929–2022), US-amerikanische Erziehungswissenschaftlerin, Feministin und Philosophin
- Nel Hedye Beltrán Santamaria (1941–2025), kolumbianischer Geistlicher